# Маргарет Плантагенет (кралица на Шотландия)
Маргарет Плантагенет (29 септември 1240 – 26 февруари 1275) е английска принцеса и шотландска кралица – съпруга на шотландския крал Александър III.

## Биография
Маргарет е родена на 29 септември 1240 в замъка „Уиндзор“. Тя е дъщеря на английския крал Хенри III и на Елеонора Прованска.
На 26 декември 1251 г. единадесетгодишната Маргарет е омъжена за десетгодишния шотландски крал Александър III. Двамата са венчани в Йоркската катедрала.
В Шотландия Маргарет не се радва на голяма популярност, а писмата ѝ до английските ѝ роднини, в които тя се оплаква от лошото отношение към нея, предизвикват напрежение между английския и шотландския кралски двор.
Според слуховете кралицата става причина за смъртта на млад придворен, за когото се носели слухове, че е убил чичо ѝ – Симон дьо Монфор, граф на Лестър. Според версията, докато се разхождала по брега на река Тей, кралицата се скарала с младежа и го бутнала в реката. Той обаче бил повлечен от силното течение и се удавил преди да му се притекат на помощ.
Маргарет Плантагенет умира на 26 февруари 1275 в замъка „Купър“, Шотландия, и е погребана в Данфермлинското абатство.

## Деца
Маргарет и Александър имат три деца:
- Маргарет Шотландска (1261 – 1283), омъжена за норвежкия крал Ейрик II Магнусон;
- Александър (1264 – 1284), женен за Маргарита Фландърска, дъщеря на граф Ги I Фландърски
- Дейвид (1272 – 1281)